# 전영호
전영호(田永鎬, 1953년 4월 18일 ~ 2017년 7월 1일)는 대한민국의 개그 작가 겸 방송인이다.

## 이력
1974년에 개그 작가로 데뷔하여, 2017년 7월 1일에 지병인 당뇨합병증으로 타계하였다.

## 경력
- 1974년 방송 개그 작가 데뷔
- 전영호 발전소 설립

## 작가한 프로그램
- KBS2 《유쾌한 청백전》
- MBC 《웃으면 복이와요》
- KBS 2TV 《유머1번지》
- KBS 2TV 《가족오락관》
- KBS 2TV 《코미디 하이웨이》
- KBS 2TV 《자니윤 쇼》

## 방송 진행자
- 1992년 KBS 2TV 《밤으로 가는 쇼》
- 1993년 KBS 2TV 《밤과 음악 사이》
- 1995년 SBS 《깊은밤 전영호쇼》
- 1997년 SBS 《생방송 4시 신바람 스튜디오》
- 1999년 KBS 2라디오 《전영호 윤유선의 오후의 대행진》
- 2002년 SBS러브FM 《전영호의 유쾌한 응접실》
- 2004년 기독교TV 《금요철야 - 춤추는 목회 샘솟는 말씀》

## 저서
- 전영호의 개그펀치
- 전영호의 핑크 펀치
- 말썽꾸러기 동환이가 좋아요
- 전영호 아저씨의 개구쟁이 펀치
- 전영호 아저씨의 속담교실
- 전영호 아저씨의 천재서당
- 전영호 아저씨의 탈무드교실
- 전영호의 신 개그펀치
- 선생님은 우리를 너무 몰라
- 전영호 아저씨의 쏙쏙 개그 한자
- 웃음,하나님이 주신 축복
- 개그작가 전영호의 웃즐 웃즐 사는법
- 물 위를 걸으려면 배를 버려라
- 당신도 물 위를 걸을 수 있다

## 같이 보기
- 개그맨
- 이홍렬